# IC 5111
IC 5111 ist eine Spiralgalaxie vom Hubble-Typ Sa im Sternbild Aquarius auf der Ekliptik. Sie ist schätzungsweise 344 Millionen Lichtjahre von der Milchstraße entfernt und hat einen Durchmesser von etwa 70.000 Lichtjahren.
Im selben Himmelsareal befinden sich u. a. die Galaxien NGC 7077, NGC 7081, IC 1379, IC 1380.
Das Objekt wurde am 10. September 1895 von Stéphane Javelle entdeckt.